# Murray Gerstenhaber
Murray Gerstenhaber, né le 5 juin 1927 à Brooklyn et mort le 21 février 2024,, est un mathématicien américain spécialisé en algèbre.

## Biographie
Gerstenhaber montre très jeune des dons. Il fréquente la Bronx High School of Science à partir de 1940. Après un service militaire de 1945 à 1947 dans l'infanterie, il étudie à l'université Yale, où il obtient sa licence de mathématiques en 1948. En 1947, il remporte le deuxième prix du concours William Lowell Putnam avec l'équipe de Yale (qui comprenait également Murray Gell-Mann). En 1949, il fait sa maîtrise à l'Université de Chicago et il y obtient son doctorat en 1951 sous la supervision  d'A. Adrian Albert (titre de sa thèse : Rings of Derivations). En tant qu'étudiant postdoctoral, il est boursier Frank D. Jewett à l'université Harvard en 1951-1952 et à l'Institute for Advanced Study en 1952-1953. Il travaille ensuite à l'Université de Pennsylvanie, d'abord à partir de 1953 en tant que professeur assistant, à partir de 1958 en tant que professeur associé et à partir de 1961 en tant que professeur titulaire. En 1982-1983, il est président du sénat de la faculté de l'université. Il est plusieurs fois à l'Institute for Advanced Study (1952-1953, 1957-1959, 1962, 1965-1966, 1981-1982) et en 1961-1962 au Institute for Defense Analyses (en). En 1990, il a été conférencier invité lors de l'inauguration de l'Institut Euler à Saint-Pétersbourg.
À côté de son travail de professeur de mathématiques, il obtient son doctorat en droit de l'Université de Pennsylvanie (Juris Doctor) en 1973, il est admis au barreau de Pennsylvanie depuis 1974 et il enseigne à la faculté de droit de l'Université de Pennsylvanie. Gerstenhaber travaille également à l'application des statistiques et des conclusions probabilistes dans les questions juridiques.

## Recherche
Gerstenhaber travaille en théorie de la déformation algébrique, théorie qu'il fonde dans les années 1960. En 1963, il introduit les algèbres de Gerstenhaber comme structure algébrique (avec un produit commutatif gradué et une algèbre de Lie graduée) sur la cohomologie de Hochschild, qui décrit la déformation des algèbres. Ces algèbres ont ensuite trouvé des applications, par exemple, en théorie quantique des champs (formalisme de Batalin-Vilkovisky dans les théories de jauge) et la quantification des déformations (entre autres Moshé Flato, Daniel Sternheimer) dans la transition de la physique classique vers la mécanique quantique ; un autre exemple d'algèbres de Gerstenhaber est un produit extérieur sur une algèbre de Lie. Il a également travaillé sur des problèmes mathématiques en biologie, sur lesquels il a publié plusieurs anthologies dans les années 1960 et 1970.

## Responsabilités et distinctions
De 1965 à 1971, Gerstenhaber est rédacteur en chef du Bulletin of the American Mathematical Society. Il est membre de l'American Mathematical Society . En 2021, Gerstenhaber est lauréat du prix Leroy P. Steele pour sa contribution séminale à la recherche.

## Publications
(janvier 2023).
- « On the deformation of rings and algebras », Annals of Mathematics, vol. 79, no 1,‎ 1964, p. 59-103 (DOI 10.2307/1970484) ; 2e partie : vol. 84, no 1, 1966, p. 1-19 DOI 10.2307/1970528 ; 3e partie : vol. 88, no 1, 1968, p. 1-34 DOI 10.2307/1970553 ; 4e partie : vol. 99, no 2 , 1974, p. 257–276 DOI 10.2307/1970900 5e partie avec C. Wilkerson, « On the deformation of rings and algebras », dans John McCleary (éditeur), Higher Homotopy Structures in Topology and Mathematical Physics, American Mathematical Society, coll. « Contemporary Mathematics » (no 227), 1999 (ISBN 0-8218-0913-X), p. 89–101.

- als Herausgeber mit Michiel Hazewinkel: Deformation theory algebras and structures and applications (= NATO ASI Series. Series C: Mathematical and Physical Sciences. 247). Kluwer, Dordrecht u. a. 1988,  (ISBN 90-277-2804-6) (darin mit Samuel D. Schack Algebraic Cohomology and Deformation Theory. S. 11–264).
- als Herausgeber mit James D. Stasheff: Deformation theory and quantum groups with applications to Mathematical Physics. Proceedings of an AMS-IMS-SIAM 1990 Joint Summer Research Conference held June 14–20 at the University of Massachusetts, Amherst with support from the National Science Foundation (= Contemporary Mathematics. 134). American Mathematical Society, Providence RI 1992,  (ISBN 0-8218-5141-1) (darin mit Samuel D. Schack: Algebras, Bialgebras, Quantum Groups and algebraic deformations. S. 51–92).

- avec Philippe Bonneau, Anthony Giaquinto, Daniel Sternheimer, « Quantum groups and deformation quantization: explicit approaches and implicit aspects », Journal of Mathematical Physics, vol. 45, no 10,‎ 2004, p. 3703–3741 (DOI 10.1063/1.1786681).

## Volume d'hommages
- Alberto S. Cattaneo, Anthony Giaquinto et Ping Xu (éditeurs), Higher structures in geometry and physics : In Honor of Murray Gerstenhaber and Jim Stasheff, New York, Birkhäuser, coll. « Progress in Mathematics » (no 287), 2001 (ISBN 978-0-8176-4734-6).